# Oie cendrée
Anser anser
Vous lisez un « bon article » labellisé en 2008.
Espèce
Répartition géographique
Statut de conservation UICN

 LC  : Préoccupation mineure
L’Oie cendrée (Anser anser) est une espèce d'oiseaux appartenant à la famille des Anatidae et à la sous-famille des Anserinae. Elle est l'espèce type du genre Anser. On regroupe dans l'espèce les populations d'individus sauvages, les individus des races domestiques, mais aussi des individus marrons, c'est-à-dire domestiques mais revenus à la vie sauvage, ainsi que, dans une certaine mesure, les individus hybrides. De fait, cette espèce présente une vaste aire de répartition.
Elle est, avec l'Oie cygnoïde, un des ancêtres des oies domestiques ; sa domestication remonte à plusieurs milliers d'années.
Les populations sauvages sont protégées par l'Accord sur la conservation des oiseaux d'eau migrateurs d'Afrique-Eurasie (AEWA).

## Morphologie

### Mensurations
L’Oie cendrée (Anser anser) est l'ancêtre de la plupart des races d'oies domestiques. Les individus sauvages ont une silhouette massive qui les distinguent des autres espèces d'oie. Ils mesurent entre 68 et 90 cm pour une masse de 2,5 à 3,6 kg et une envergure variant entre 147 et 180 cm. La queue mesure entre 129 et 150 mm, le tarse entre 73 et 82 mm.
Les mâles sont en moyenne légèrement plus grands (aile de 447 à 482 mm contre 412 à 468 mm) et plus lourds (3,6 kg contre 3,2 kg) que les femelles.
Les races domestiques sont plus grosses (elles peuvent peser jusqu'à 5,5 kg), de morphologie plus adaptée à la marche, de plumage plus variable et pondent davantage. L'hybridation rend les différences plus flagrantes encore.

### Aspect général

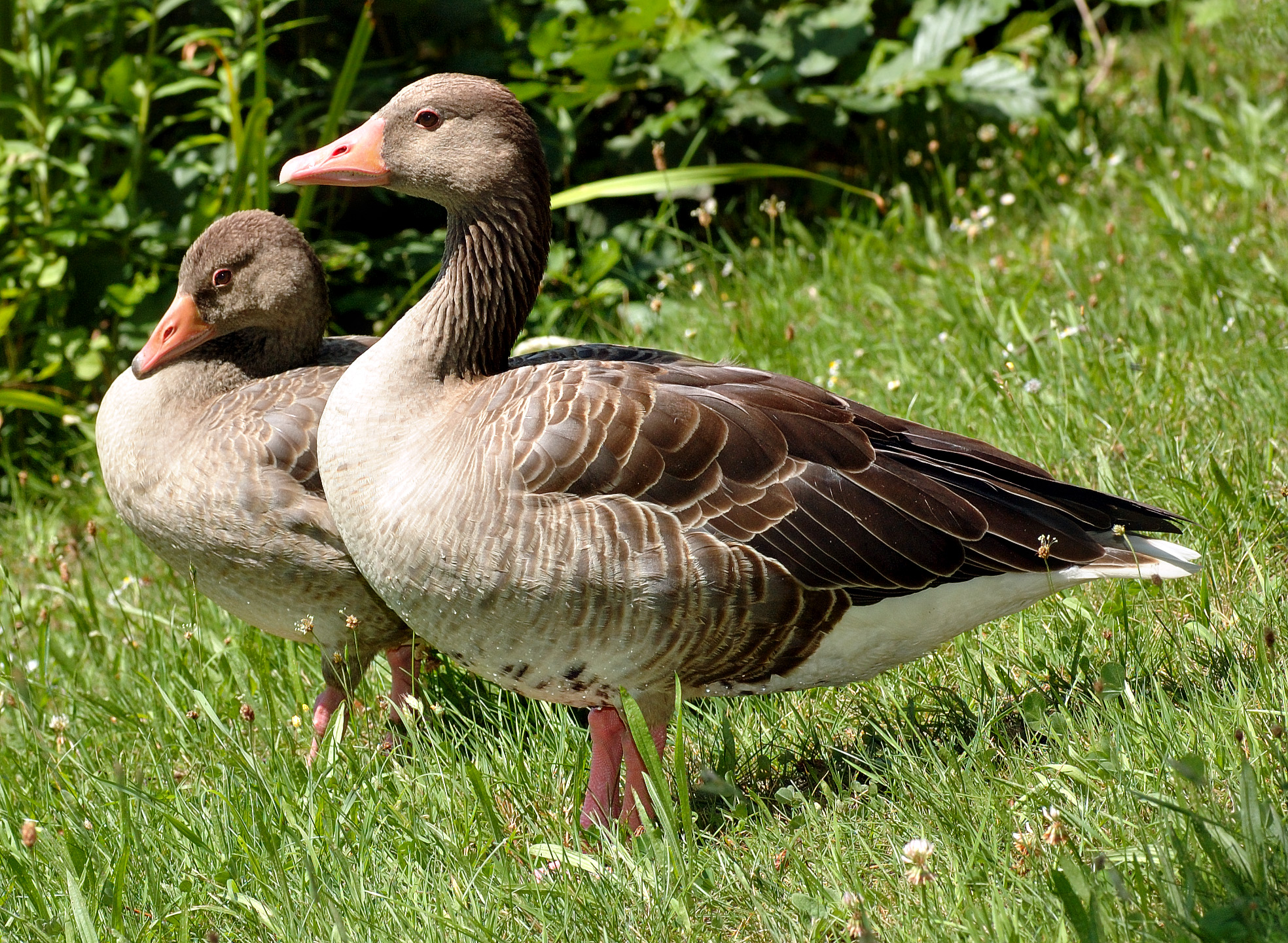
Deux Oies cendrées de la sous-espèce Anser anser anser.

Les variétés sauvages présentent un plumage gris-beige, plus sombre et brun sur la nuque, les flancs, le dessus des ailes et le dessus de la queue. Ces plumes brunes sont veinées du même gris-beige que le dessous de l'oiseau. Les flancs sont nuancés de brunâtre. Le ventre peut être parsemé de quelques taches noires mais cette coloration n'est jamais aussi étendue que chez l'Oie rieuse. Le croupion est blanc, tout comme l'arrière du ventre et les sous-caudales. Le bord d'attaque des ailes est bordé d'une ligne gris bleuté pâle. Les pattes sont rose chair, fortes et palmées. L'œil noir est cerclé de blanc.
Dans la nature, cette oie se distingue des autres espèces par sa grosse tête et son bec massif (54 à 73 mm). Ce bec est orange ou rose selon les sous-espèces, avec l'onglet blanc.
Les jeunes ressemblent aux adultes, mais leurs pattes sont grises et l'aspect des plumes au niveau du cou, du dos et des flancs est moins veiné, plus uniforme ; en outre ils n’ont jamais de taches noires sur le ventre.
Les oisons de type sauvage sont couverts d'un duvet marron ou jaune olivâtre sur le dessus, et jaunâtre en dessous.
Les individus de l'Europe de l'Ouest (Anser anser anser) ont le bec orange et sont un peu plus petits, plus sombres et d’une teinte plus grise que les individus asiatiques (Anser anser rubirostris), qui eux ont le bec rose. Les individus d'Europe de l'Est ont souvent une apparence intermédiaire entre ces deux sous-espèces (bec rose et orange).
Le bec des populations centrées autour de la mer Baltique est terminé par un onglet corné, ce qui permet à ces individus une extraction plus facile des tubercules, bulbes et racines, tandis que les populations centrées sur la Norvège ont un bec plus court, qui facilite le cisaillage des plantes herbacées.
Le plumage des races domestiques est très variable. Il peut être blanc, gris-marron (proche de la variété sauvage) ou entre ces deux couleurs. Il existe des dizaines de races domestiques, avec de nombreuses variations dans la taille de l'oiseau et la couleur de son plumage. Chez certaines variétés domestiques, il existe un dimorphisme sexuel, mais pas chez les sous-espèces sauvages.

## Comportement

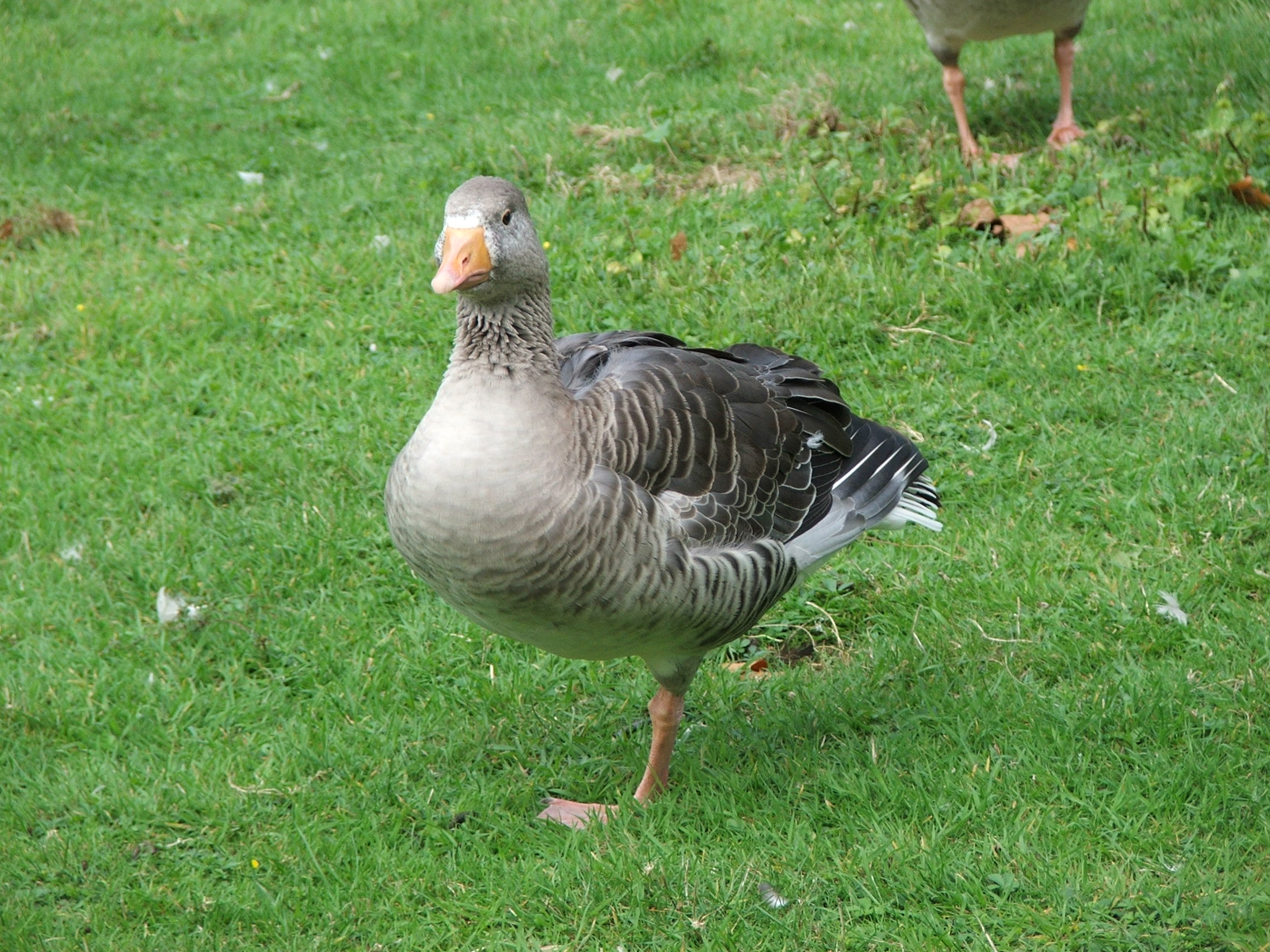
Comme les autres anatidés, l'Oie cendrée dort sur une patte

### Comportement social
D'un naturel sociable, l'Oie cendrée devient extrêmement grégaire durant la migration. Les dimensions des groupes d'oies vont du petit groupe familial jusqu'à des rassemblements de plusieurs milliers d'individus. Pendant la saison de nidification, le mâle devient territorial et défend les abords du nid contre les intrusions.
C'est une espèce monogame, les couples se forment pour toute la vie. En cas de disparition d'un des deux conjoints, le survivant peut s'infliger un célibat prolongé avant de reformer un couple, voire un veuvage définitif.
Cependant, les aviculteurs parviennent à obtenir qu'un jars (oie mâle) se lie préférentiellement avec plusieurs femelles (jusqu'à six). Pourtant, dans les troupeaux de plus de vingt individus où ce ratio est conservé, les liens se distendent et les relations privilégiées entre conjoints disparaissent.
Les colonies, souvent composées d'individus de la même famille, disposent d'une hiérarchie sociale. Quelques mâles dirigent le groupe et surveillent l'apparition éventuelle de prédateurs pendant les périodes d'alimentation.

### Vocalisations
L'oie est un oiseau peu bruyant sur les lieux de gagnage, mais bien davantage en vol.
Le cri de contact se compose de trois à cinq éléments : ga ga ga, ang ang ang ou ong ong ong. Le passage des oiseaux migrateurs est souvent repéré grâce aux cris fréquents, aigus et puissants émis par cet oiseau (entendre le cri sur cette page).
La femelle couveuse défendant son nid émet des sifflements dissuasifs, semblable aux feulements.
Les oisons produisent de petits cris de contact : vivi ou vivivi. Ceux-ci deviennent plus plaintifs lorsque les jeunes sont éloignés de leurs parents ou repoussés par des individus étrangers.

### Locomotion

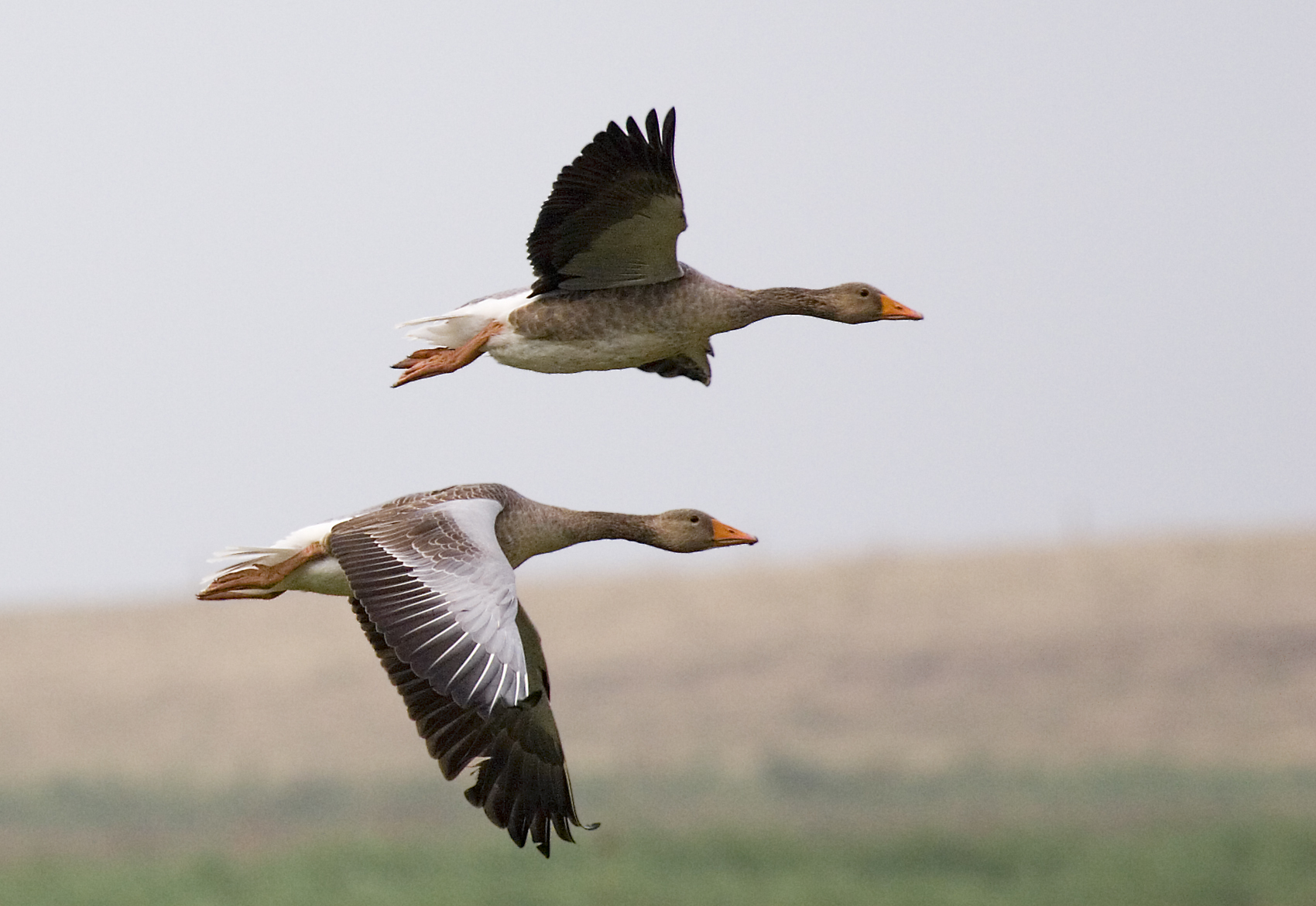
Oies cendrées en vol.

L'Oie cendrée est une espèce aquatique qui nage plus souvent que les autres oies. À terre, elle marche avec moins de dandinements que les canards et elle est capable de courir avec vélocité. Lors des migrations, les troupes d'oies volent généralement en formation en V.
Le vol est puissant, rapide, régulier, avec des battements d'ailes assez lents. Cette espèce plane avant de se poser et, à la fin, chute brusquement.
Les variétés domestiques peuvent encore voler, mais sont incapables d'effectuer de longues migrations, car leur conformation est trop lourde. En outre, elles sont la plupart du temps éjointées.

### Alimentation
L'Oie cendrée se nourrit principalement en broutant de l'herbe et de jeunes pousses, mais elle peut aussi déterrer des rhizomes, racines et tubercules, glaner des graines, des inflorescences et des fruits (Rubus et Vaccinium), voire consommer de petits animaux aquatiques. Sauvage, elle consomme surtout des plantes aquatiques comme les spartines, fétuques, potamots, prêles (Equisetum), glycéries (Glyceria) et lentilles d'eau (Lemna), des roseaux comme les scirpes, phragmites et massettes, ou des plantes de prairie comme les herbes, les trèfles et les pissenlits.
Le régime alimentaire des oies peut dépendre de leurs habitudes sur leur lieu de nidification. Les Oies cendrées qui nichent en Norvège s’alimentent surtout des parties aériennes de graminées et d’autres plantes prairiales comme Festuca, Agropyron, Lolium, Poa, Taraxacum, Sonchus et Chenopodium. Le régime alimentaire dépend aussi des zones où elles stationnent. À Oostvaardersplassen, l'alimentation des oies est constituée de feuilles, tiges et rhizomes de massettes (Typha) et phramites (Phragmites) puis, lorsque les ressources s'épuisent, sur les champs de céréales, tandis qu'en mer de Wadden, elle se nourrissent de Spartine, Fétuque, Scirpe et Chiendent. Dans l'ouest de la France, l’Oie cendrée se nourrit surtout sur les prairies pâturées, consommant les ivraies et puccinellie maritime (Puccinellia maritima) sur les prés à Pâturin maritime (Poa maritima) de la baie de l'Aiguillon, glanant dans les chaumes de maïs et plus occasionnellement sur les céréales d’hiver. Dans les marais d'Orx, les hivernants consomment les pousses de jonc épars et de baldingère faux-roseau et même de la jussie rampante.
Dans les marais du Guadalquivir du sud de l’Espagne, les oies se nourrissent principalement des rhizomes de Schoenoplectus litoralis puis, plus tard, de rhizomes de Scirpe maritime, lorsque les zones qu'elles couvrent sont inondées.
Les oies ne peuvent se nourrir que lorsque les sols sont humides ; lorsque les sols sont secs, elles doivent généralement se rabattre sur les céréales. Les oies peuvent également attaquer certaines cultures maraîchères comme les champs de carottes, pommes de terre, navets, rutabagas et betteraves, et glaner les grains de blé dans les chaumes.
Elles se nourrissent principalement à l'aube et en fin de soirée. Pendant le Zugunruhe ou en cas de sécheresse, elles peuvent se nourrir toute la journée.

### Reproduction

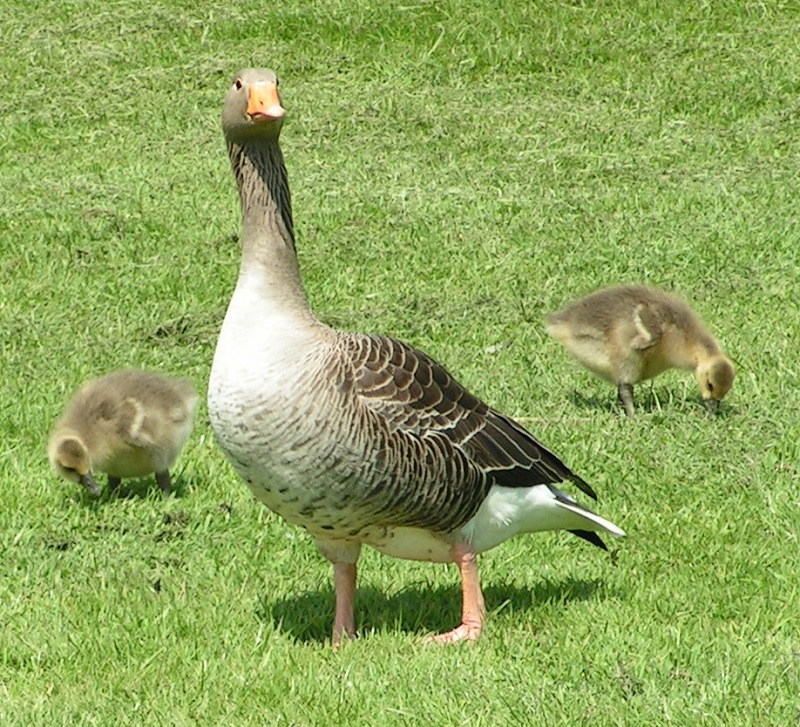
Une Oie cendrée et deux de ses oisons.

Pour se reproduire, les couples se cantonnent dans les marais et près de lacs pourvus d'une importante couverture de roseaux et autre végétation, le plus souvent au voisinage de prés et de champs.
La saison de reproduction débute à des dates variables selon les régions : début mai en Islande, fin avril en Écosse, fin mars dans de nombreuses régions. Les aviculteurs utilisent des techniques d'exposition à la lumière artificielle pour modifier ces dates chez les variétés domestiques.
En ce qui concerne les individus sauvages, la parade nuptiale et l'accouplement ont lieu dans l'eau. Le mâle enfonce la tête sous l'eau de façon répétitive, imité par la femelle si cette dernière est consentante. Lors de l'accouplement, la femelle se retrouve souvent intégralement sous l'eau, à cause du poids de son partenaire.
Le nid, de grande taille, est installé près de l'eau, dissimulé dans la végétation et les roseaux. Lorsque le couple trouve un endroit propice, le nid est constitué de brindilles et de roseaux, et garni de duvet. C'est la femelle qui construit le nid, le mâle ayant pour rôle de surveiller le territoire. La construction est finie en trois jours, mais des matériaux peuvent être rajoutés durant toute la durée de l'incubation. Le nombre d'œufs pondus varie de 3 à 12, mais la ponte ne compte généralement que de 4 à 6 œufs. Ces œufs sont blanc crème et mesurent en moyenne 86 × 58 mm. Leur poids frais est de 150 à 160 g. Ils sont couvés par la femelle exclusivement. Le mâle surveille le nid de loin puis participe à l'élevage des jeunes.
L'incubation dure de 27 à 29 jours. Si les œufs sont détruits, une autre ponte peut avoir lieu. Après éclosion, les oisons sont nidifuges et quittent le nid dès qu'ils sont secs et suffisamment mobiles, soit généralement après 24 h à 48 h. Ils sont alors capables de suivre leurs parents, de nager et de se nourrir seuls, mais sous la surveillance de leur père et de leur mère. Dans l'eau, la femelle nage toujours en tête, suivie par le cortège des oisons, le père venant en fin de file, prêt à défendre âprement sa progéniture. Les oisons sont capables de voler à huit semaines environ,. Cependant, le groupe familial reste souvent uni pendant une année, au bout de laquelle le mâle adulte, prêt pour une nouvelle saison de nidification, va chasser les jeunes de l'année précédente. Après la saison de nidification, c'est-à-dire deux mois après l'éclosion des oisons de l'année, les groupes familiaux ont tendance à se reconstituer.

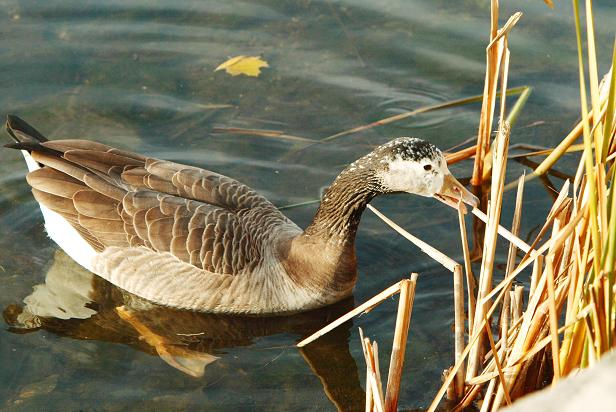
Hybride d'Oie cendrée et d'oie domestique.

En Amérique du Nord, il existe de nombreux cas d'hybridation spontanée entre l'Oie cendrée, issue d'oie domestique marron, et la Bernache du Canada, d'autant qu'elles vivent parmi des colonies mixtes. On rapporte aussi des cas d'hybridation avec l'Oie cygnoïde (d'origine captive puisque cette dernière espèce est asiatique) et l'Oie rieuse.
Cet oiseau atteint la maturité sexuelle à l'âge de trois ans en moyenne. Il peut vivre vingt ans dans la nature et trente ans en captivité. Le record actuel européen de longévité dans la nature, constaté par baguage, est de 23 ans et 7 mois, sur un individu tué par collision avec une voiture.
Les oies cendrées mâles ont des relations hétérosexuelles et également homosexuelles. Selon Norin Chai, vétérinaire en chef de la Ménagerie du Jardin des plantes, chez l'oie cendrée, près de 20 % des couples sont du même sexe, une estimation partagée par certains autres naturalistes. La parentalité entre individus de même sexe s'accompagne de parades nuptiales. Les mâles pratiquent des « cérémonies de triomphe ».
Il n'est pas rare que deux mâles puissent rester 15 ans en couple tous les deux. Konrad Lorenz a remarqué qu'une femelle peut tenter de séduire un mâle en couple avec un autre mâle, sans que cela aboutisse à une rupture du couple homosexuel. Lorsque la femelle pond, les deux mâles s'occupent de faire un nid et se relaient pour couver les oeufs, puis nourrirent les petits lorsqu'ils sont éclos. De cette façon, même un couple de mâles est susceptible de transmettre ses gênes. Lorsque la femelle a plus de relations sexuelles avec un mâle qu'avec l'autre, le mâle délaissé peut exprimer une très forte jalousie, donnant de terribles coups de bec. Si un mâle du couple décède, l'autre manifeste une profonde tristesse. Une fois sur trois, il restera à l'avenir célibataire. Un veuf sur deux se met en couple avec une femelle. Les autres refondent un nouveau couple homosexuel.

## Répartition et habitat

### Répartition

Carte européenne de la répartition et de la migration des populations d'Oie cendrée.

Les individus sauvages fréquentent une grande variété de zones humides de la région paléarctique. L'Oie cendrée niche principalement dans le Nord et l'Est de l'Europe (Islande, Écosse, Scandinavie, Estonie, Allemagne, Pologne), en Turquie sur les bords de la mer Noire, en Russie (Sibérie de l'Ouest) et jusqu'en Chine.
Quelques individus nichent cependant en France, notamment en Alsace, baie de Somme, Brière, Lac de Grand-Lieu et au Parc ornithologique du Teich ; ces populations résultent d'introductions. On en trouve également dans le sud de l'Amérique du Sud. Cette espèce a aussi été introduite dans les îles Malouines.
Ces oies, selon les populations, hivernent en France, aux Pays-Bas, dans le Sud de l'Europe et de l'Asie, jusqu'à l'Ouest de Afrique du Nord.
Dans certains pays où les populations sauvages sont en déclin, comme en Angleterre, il arrive que des individus domestiques revenus à la vie sauvage s'établissent et recolonisent la région.
En ce qui concerne les Oies cendrées domestiques, on les trouve en Europe, Asie et Amérique du Nord essentiellement.

### Suivi en Europe
La population nord-ouest européenne a un statut de conservation favorable et semble continuer (légèrement) à reconstituer ses effectifs (dernière estimation : 610 000 individus, selon l'ONCFS en 2009). Les migrations sont suivies par marquage (pose de colliers colorés à la base du cou, marqué d'une série de lettres et/ou chiffres faciles à observer aux jumelles), en Suède et Norvège depuis 1984 et depuis 1990 aux Pays-Bas.
Des marquages, mais moins nombreux ont été pratiqués aussi en Allemagne et République tchèque et, encore plus rares, en France (Camargue) avant 2010. 6 400 oiseaux marqués, et 250 000 contrôles visuels ont notamment montré, que les populations suédoises et danoises transitent par la France en automne et au printemps, via le corridor de migration aviaire atlantique. Quelques oies néerlandaises ont aussi été observées en France à ces périodes.
Les ornithologues néerlandais ont intensifié leurs captures en 2009 (1 000 oiseaux marqués) pour étudier les migrations des sous-populations. Les résultats 1990-2008 ont montré que ces oies sont en partie sédentaires et hivernent près des sites de nidification, le reste migrant vers l'Espagne via la France.
En France, vers 1980, l'ONCFS a commencé un comptage hivernal annuel initié dans les années 1980, et participe à lancer un suivi de la migration prénuptiale dans l’ouest du pays. Les chiffres 1980-2005 montrent une migration prénuptiale de plus en plus précoce (indice possible de dérèglement climatique). Ce travail se fait en lien avec un groupe d'experts (Goose Spécialists Group) du Wetlands International créé en 1995.

### Habitat
À l'état sauvage, cet oiseau vit dans des zones humides, souvent en bordure de marais, lacs, landes humides ou dans des zones d'estuaire comportant beaucoup de végétation. Pendant l'hiver, on peut aussi le rencontrer dans des chaumes, des prés et pâturages, voire dans des champs.

### Migration
Les Oies cendrées sauvages sont généralement migratrices, se déplaçant vers le sud et l'ouest en hiver, vers les îles britanniques, l'Espagne, le Portugal, les bords de la Méditerranée ou de la mer Noire, l'Afrique du Nord ou le Sud de l'Asie selon les populations. Mais certaines populations sauvages du nord-ouest de l'Europe (notamment les populations écossaises) ainsi que les populations d'individus marrons sont très souvent résidentes. Des individus et groupes isolés hivernent aussi sur les bords de la Baltique et dans le Nord de l'Allemagne.
Cette espèce migre vers ses quartiers d'hiver de septembre à début décembre. Le retour des Oies cendrées se déroule de fin février à mars. Les haltes sont plus régulières lorsque ces oiseaux montent vers leurs sites de nidification que lorsqu'ils descendent vers leurs lieux d'hivernage.
Lors des déplacements migratoires, les oies ont tendance à voler bruyamment, en formation en V de 50 à 200 individus, quelquefois accompagnées d'autres oiseaux migrateurs comme les grues cendrées ou d'autres espèces d'oies. Même au sein des formations, les couples ne se séparent pas.

## Appellation et classification systématique

### Étymologie et anciennes appellations
Le mot oie (oue au Moyen Âge) proviendrait d'un mot du bas-latin, auca ou avica, désignant cet oiseau. Ce terme a remplacé anser, le nom latin de l'oie utilisé au moins depuis Plaute, utilisé comme nom générique pour de nombreuses espèces d'oies. Le terme cendrée fait référence à la couleur grise de sa poitrine.
Au cours de l'histoire des sciences, cet oiseau s'est vu attribuer de nombreux noms scientifiques : Anser domesticus et Anser ferus (Gesner, 1617-21) selon qu'il était domestique (domesticus) ou sauvage (ferus), Oca paglietana (Gerini, 1767-76), Anser anser ferus (Bechstein, 1803), Anser cinereus (Meyer, 1810), Anser vulgaris (Pallas, 1811), Anas cinerea (Ranzani, 1821-23), Anser palustris (Fleming, 1828), Anser sylvestris (C. L. Brehm, 1830), Anser cineraceus (Marchand, 1877), ainsi que, pour la sous-espèce Anser anser rubirostris, Anser erythropus (G. R. Gray, 1844), Anser rubrirostris (Hodgson, 1844) et Anser cinereus rubrirostris (Swinhoe, 1871)

### Classification
Selon la classification de référence du Congrès ornithologique international (version 15.1, 2025) :
- Anser anser anser (Linnaeus, 1758) — comprend au total cinq populations différentes en Europe occidentale[1] et centrale (jusqu'en Roumanie) ;
- Anser anser rubrirostris Swinhoe, 1871 — comprend les populations du sud-est de la Turquie, et de l’ouest de la Sibérie jusqu’à la Sibérie orientale.

Les races domestiquées sont regroupées sous le taxon :
- Anser anser domesticus, Anser anser forma domesticus ou Anser anser var. domesticus.

Le plus ancien fossile d'Oie cendrée a été découvert en Russie par Sergueï Roudenko et I. M. Pavlioutchenko en 1954. Ce fossile a été daté de la fin du Pléistocène, c'est-à-dire il y a entre 126 000 et 11 000 ans.

## L'Oie cendrée et l'Homme

### Domestication

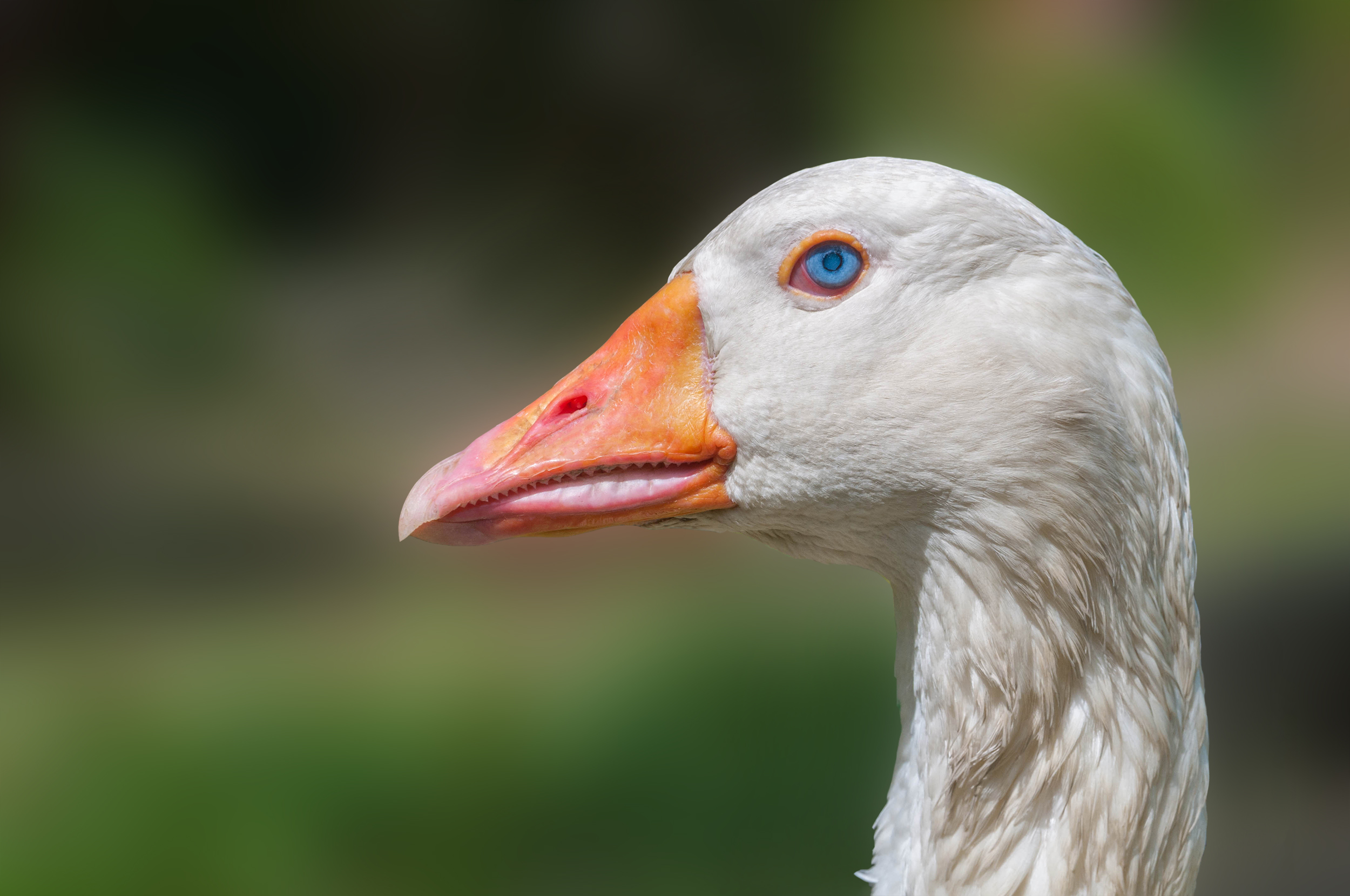
Oie domestique (Anser anser domesticus).

La domestication de l'Oie cendrée remonte à plusieurs milliers d'années, peut-être plus de 3 000 ans. Les oies domestiques actuelles descendent toutes soit des Oies cendrées, soit des Oies cygnoïdes (Anser cygnoides), ou d'hybrides entre ces deux espèces. Aujourd'hui, une directive européenne précise qu'aucune oie capturée dans la nature ne doit être gardée à des fins d'élevage.

### Utilisation de l'Oie cendrée par l'Homme
L'animal sauvage avait été source de viande, de graisse, d'œufs et de plumes ; l'oie domestique a continué à jouer ce rôle.
Le duvet de cette oie a longtemps été utilisé pour fourrer les oreillers, les édredons, les matelas, les sacs de couchage et vêtements matelassés.
Les rémiges ont aussi été utilisées pour produire des plumes pour écrire.
La viande, la graisse et le foie d'oie sont des mets de choix ; les œufs ont aussi été consommés pendant longtemps dans les campagnes d'Europe.

### Statut et préservation de l'Oie cendrée

#### Menaces
Les principaux prédateurs de l'Oie cendrée sont les rapaces, les Corvidés, les chiens errants, les renards… et l'Homme. Outre la prédation directe, ce dernier menace les oies par destruction de leur habitat, par exemple par drainage des zones humides ou par extension de l'urbanisation, et par la pollution industrielle et agricole. Toute perturbation des zones humides, comme leur fréquentation par les touristes, fragilise ses populations.
Dans plusieurs pays d'Europe, des troupes d'oies en migration mettent régulièrement à sac des champs de pomme de terre ou de carottes. Bien que réglementée dans la plupart des pays, la chasse de cet oiseau est ainsi motivée non seulement pour la consommation de l'animal, mais aussi par un sentiment de revanche envers l'oiseau dévastateur. L'Oie cendrée est l'oie la plus chassée en France.
Aux Pays-Bas, les Oies cendrées sont capturées par centaines et gazées car leur population est considérée comme trop nombreuse.
L'Oie cendrée est aussi l'une des oies les plus sensibles à l'intoxication saturnine par l'ingestion de billes de plomb de chasse. Même si ces grenailles toxiques sont interdites en France et en Amérique du Nord pour les gibiers d'eau, la pollution des zones humides est souvent chronique.

#### Populations

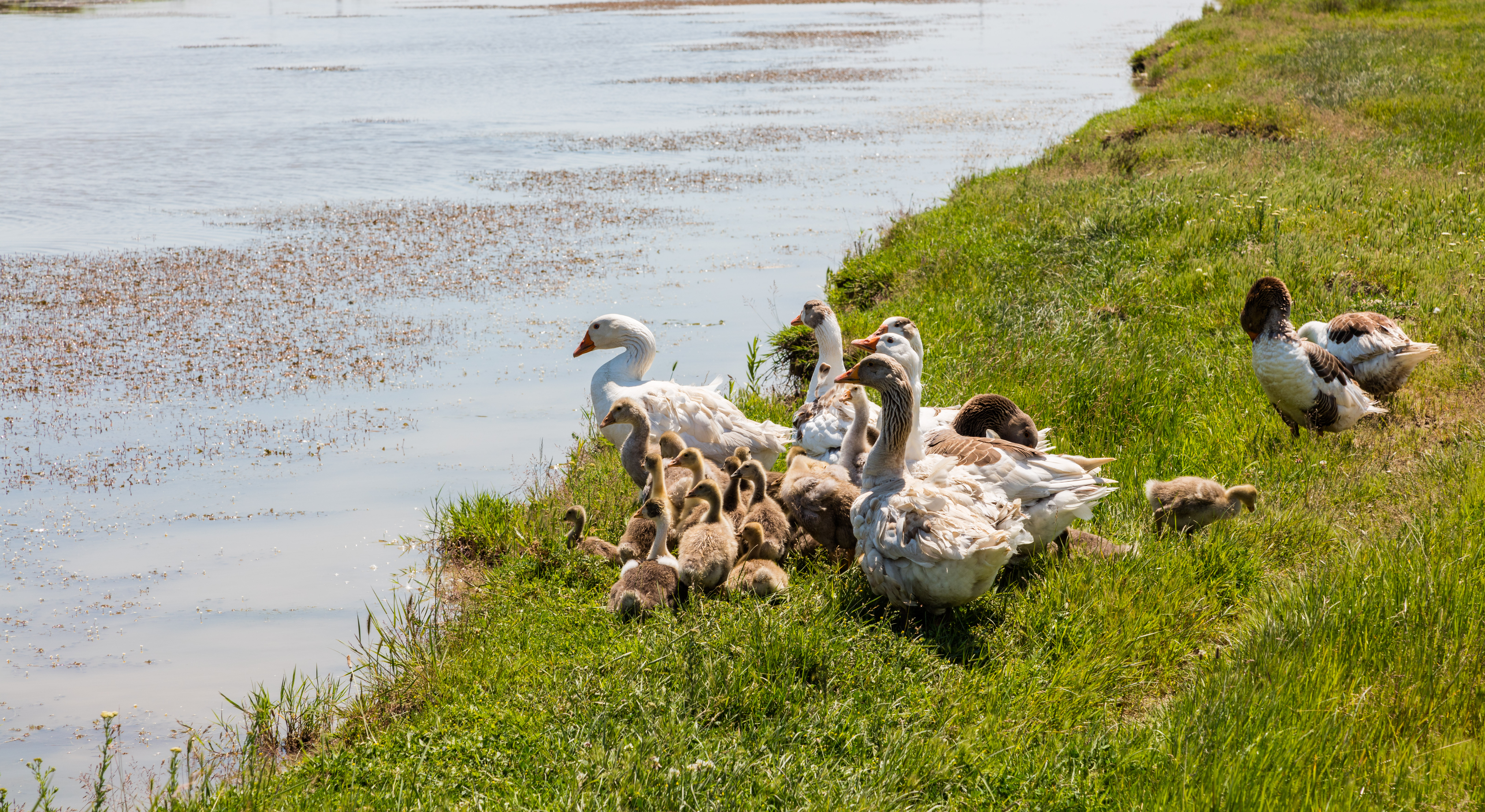
Anser anser sur Surdila-Greci, Roumanie.

##### Population sauvage mondiale et européenne
La population sauvage est estimée entre 920 000 et 970 000 individus, elle est légèrement en hausse depuis quelques années, mais la population européenne connait une décroissance nette en Russie et en Islande.
BirdLife International estime que la population sauvage qui niche en Europe (Russie incluse) est comprise entre 12 000 et 190 000 couples. L'aire de nidification européenne est vaste (estimée par le même organisme à deux millions de km²), mais dispersée (l'Oie cendrée nichant dans les zones humides). La population hivernant en Europe est estimée à 390 000 individus.

##### AuBenelux
Les plus grands centres de regroupement se trouvent sur des étangs (entre autres Oostvaardersplassen) ou en bordure de la mer des Wadden.

##### En France
Des milliers d'Oies cendrées, venues du nord de l'Europe, survolent la France sur un large front, mais plus particulièrement la vallée du Rhône. Il est alors possible de les observer dans les zones humides où elles font halte. Elles s'arrêtent peu en automne, par contre on peut les observer plus longtemps au printemps lorsqu'elles regagnent leurs sites de nidification. Quelques milliers de couples hivernent en France ; on a dénombré 5 200 couples en 1990 et 7 950 en 1996. Enfin on a observé quelques couples qui ne migrent pas du tout et restent à demeure.
Certains sites de regroupement sont célèbres comme la Camargue, la baie de l'Aiguillon, le cours du Rhin, le lac du Der et les réserves ornithologiques.
Les techniques d'observation les plus couramment utilisées sont assez semblables à celles de la chasse à l'affût (gabion, tonne) et à la passée. Durant la saison de chasse de 1998-1999, de 16 000 à 25 000 Oies cendrées ont été prélevées ce qui représente 16 à 25 % des effectifs théoriques et a une influence significative sur la dynamique des populations de l'espèce. L'ouverture de la chasse est début août sur le Domaine public maritime et fin
août sur les zones humides intérieures jusqu'au 31 janvier.

##### En Suisse
Les Oies cendrées ne sont résidentes en Suisse que depuis les années 1980. Une vingtaine de couples y a été dénombrée en 2004. En revanche, une centaine d'Oies cendrées y hivernent, essentiellement dans la région du lac de Morat. Les oies résidentes posent des problèmes aux agriculteurs locaux en dégradant leurs cultures mais aussi aux autorités car elles souillent les voies publiques avec leurs déjections.

#### Statut légal
Du fait de sa large répartition mondiale (estimée à un à dix millions de km²) et de son importante population, l'UICN a classé cette espèce dans la catégorie LC (préoccupation mineure).
La directive « Oiseaux » de la Communauté européenne autorise la chasse et la commercialisation de cette oie (Annexes II et III), ce qui est en contradiction avec la Convention de Berne, qui a classé cette espèce en annexe III (espèce protégée) et avec l'Accord sur la conservation des oiseaux d'eau migrateurs d'Afrique-Eurasie (AEWA), qui protège l'espèce mais qui, plus nuancé, distingue différentes populations :
- celles de l'Ouest sibérien, de la mer Caspienne, de l'Irak, du nord-ouest et du sud-ouest européen sont considérées comme nombreuses (catégorie C) ;
- celles d'Islande, du Royaume-Uni, d'Europe centrale, d'Afrique du Nord, de la mer Noire et de Turquie sont classées dans la catégorie B1 (populations vulnérables, entre 25 000 et 100 000 individus)[37],[38].

### Ornithologie
L'Oie cendrée a été un animal particulièrement étudié par les éthologues notamment par Oskar August Heinroth qui découvrit le phénomène comportemental appelé empreinte, puis par Konrad Lorenz qui développa et vulgarisa ce phénomène, au cours d'une étude détaillée dans l'article "Oies de Lorenz".

### L'Oie cendrée dans la mythologie
- Selon la légende, les oies du Capitole sauvèrent Rome en -390. Quand les Gaulois tentèrent, de nuit, d'escalader les murs de la ville, les oies éveillèrent la garde par leurs cris, faisant ainsi échouer la tentative d'invasion[40].

### L'Oie cendrée dans la culture humaine
- Dans Le Merveilleux Voyage de Nils Holgersson à travers la Suède de Selma Lagerlöf (qui a valu à son auteur le prix Nobel de littérature en 1909), le héros, Nils Holgersson, partage la vie d'une troupe d'Oies cendrées menée par une vieille femelle portant le nom d'Akka de Kebnekajse. Détail cocasse, Selma Lagerlöf possédait deux Oies cendrées domestiques, Akka et Yksi[41].
- Dans la série télévisée d'animation française Aglaé et Sidonie, Sidonie est une oie domestique de couleur blanche.

### Philatélie
De nombreux pays ont émis des timbres à l'effigie de cet oiseau : l'Afghanistan en 1974, l'Algérie en 2001, la Belgique en 1972, la République centrafricaine en 1997, la Tchécoslovaquie en 1960, le Danemark en 1999, l'Estonie en 1995, la Gambie en 1997, l'Allemagne de l'Est en 1968, la Hongrie en 1968 et 1980, l'Islande en 2005, l'Irak en 2007, le Japon en 1949 et 1996, la Corée du Nord en 2001, la Libye en 1983, la Moldavie en 1996 (voir photo), le Pakistan en 1992, l'URSS en 1990, la Syrie en 2002, le Togo en 1998, la Tunisie en 1986 et 1994, les Nations unies en 1996, et enfin l'Ukraine en 2004.

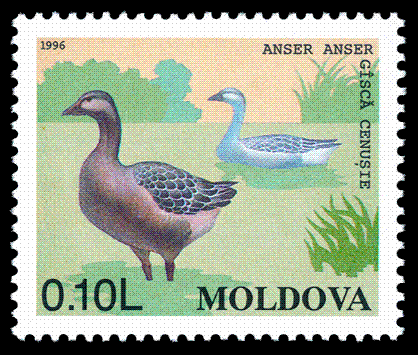
Timbre de Moldavie, 1996

## Galerie photographique

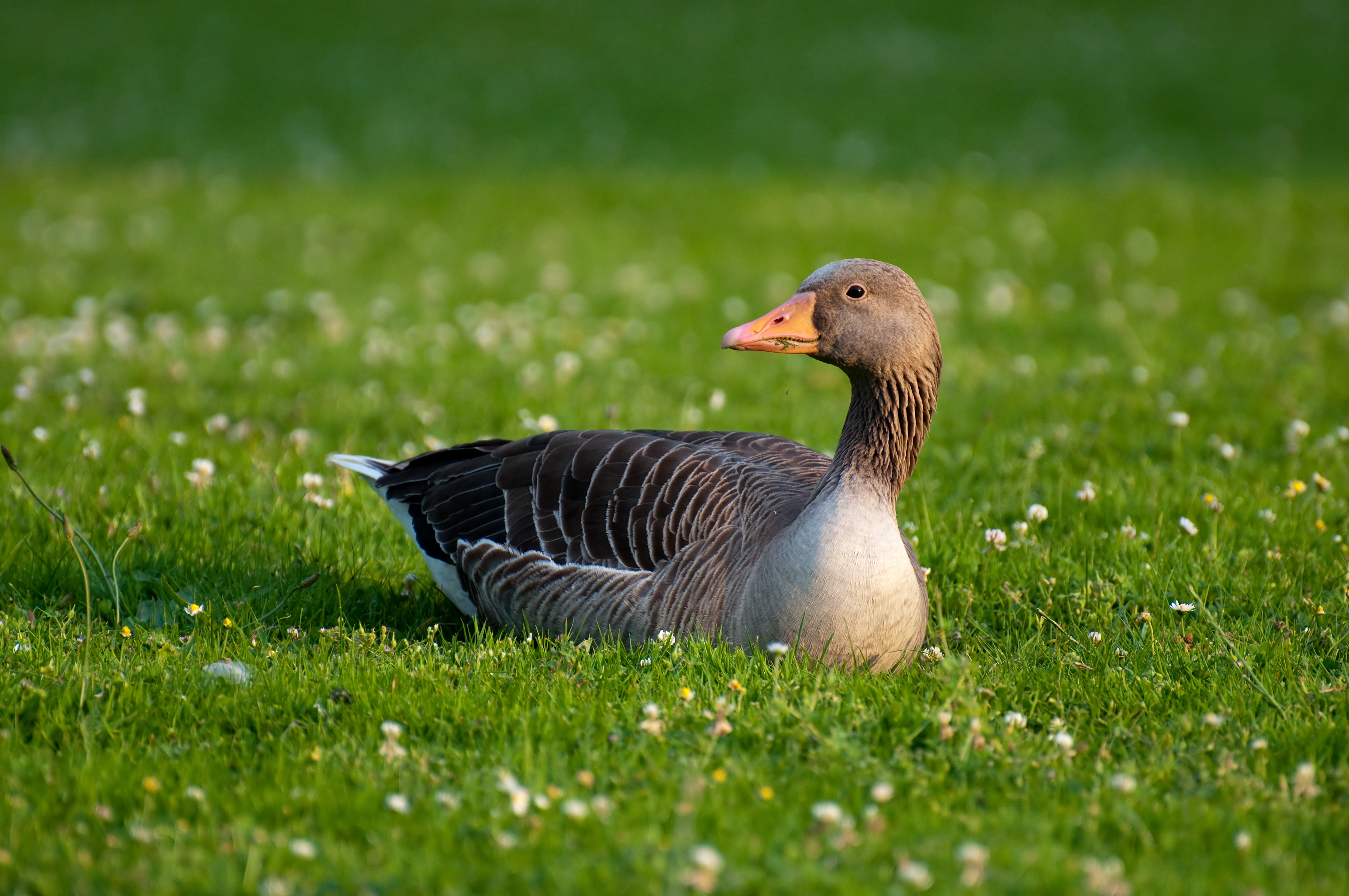
Oie cendrée dans le Bonner Rheinaue.
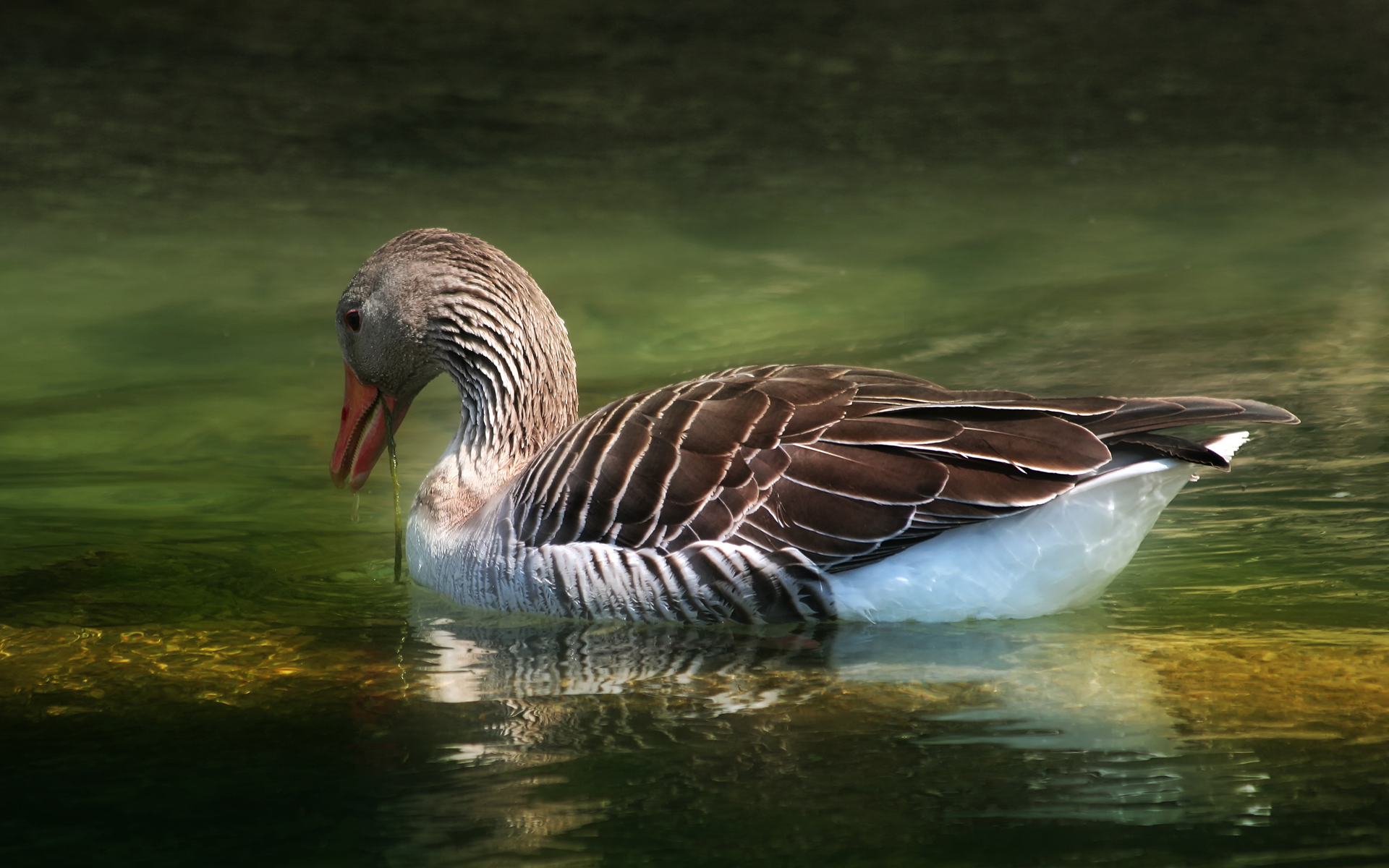
Près de Nahrungssuche.
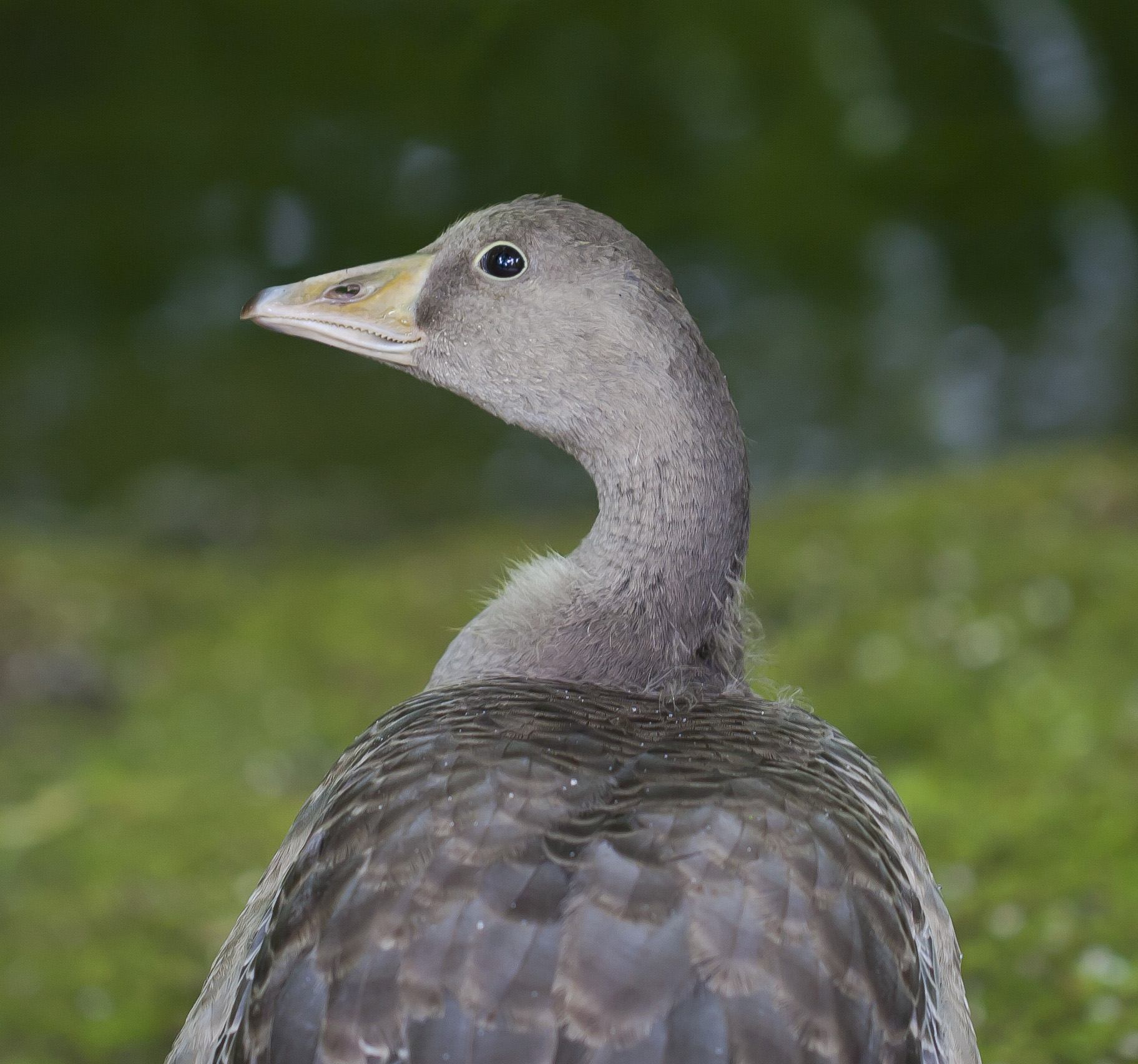
Détail de la tête.
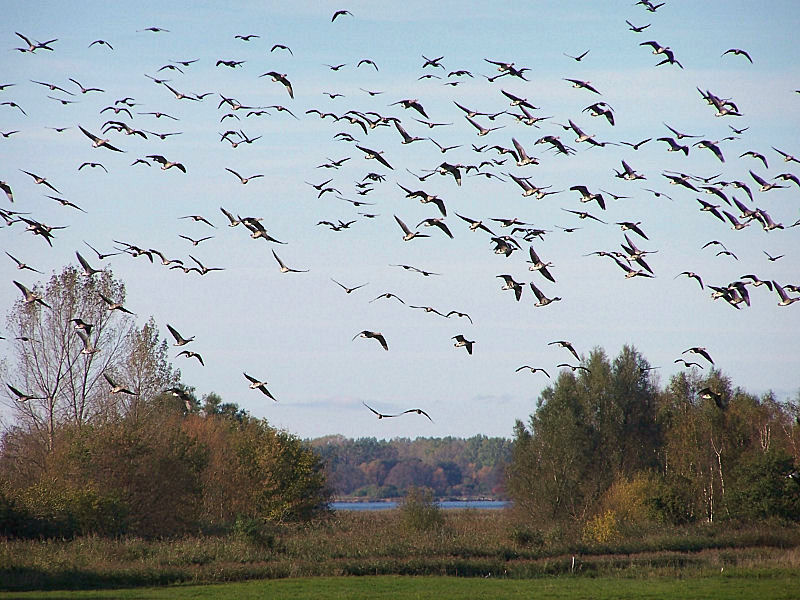
Oies en vol groupé.
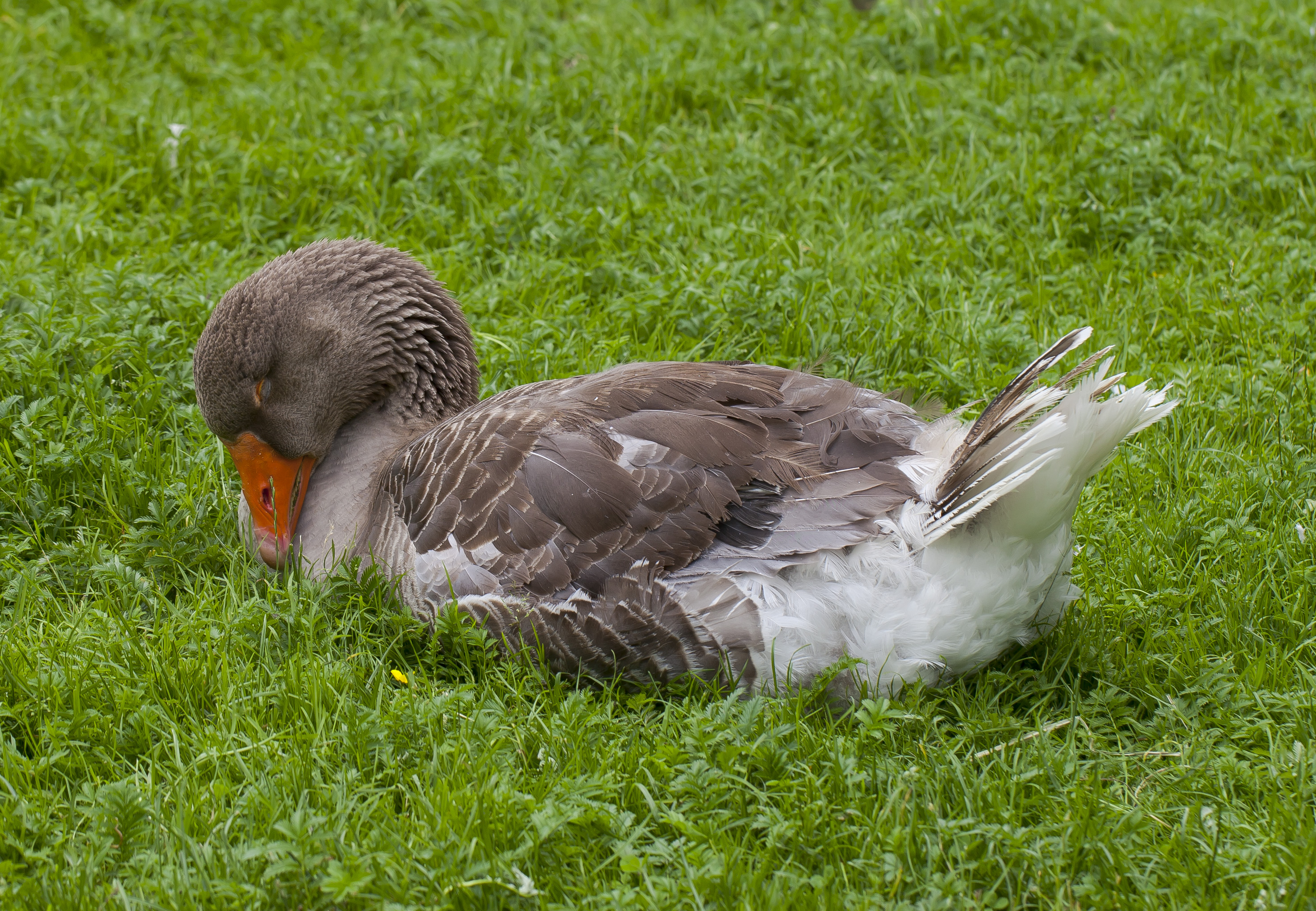
Endormie.
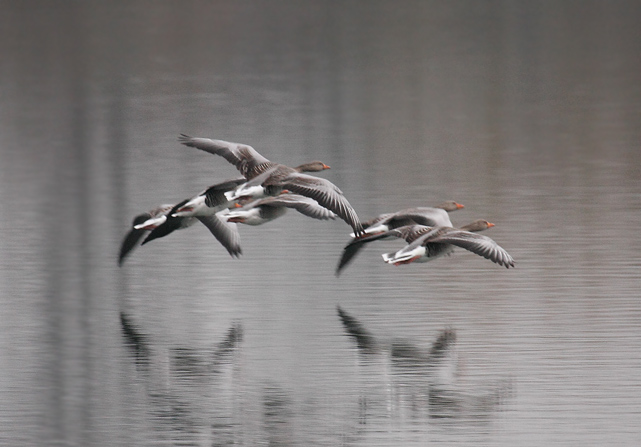
Vol typique
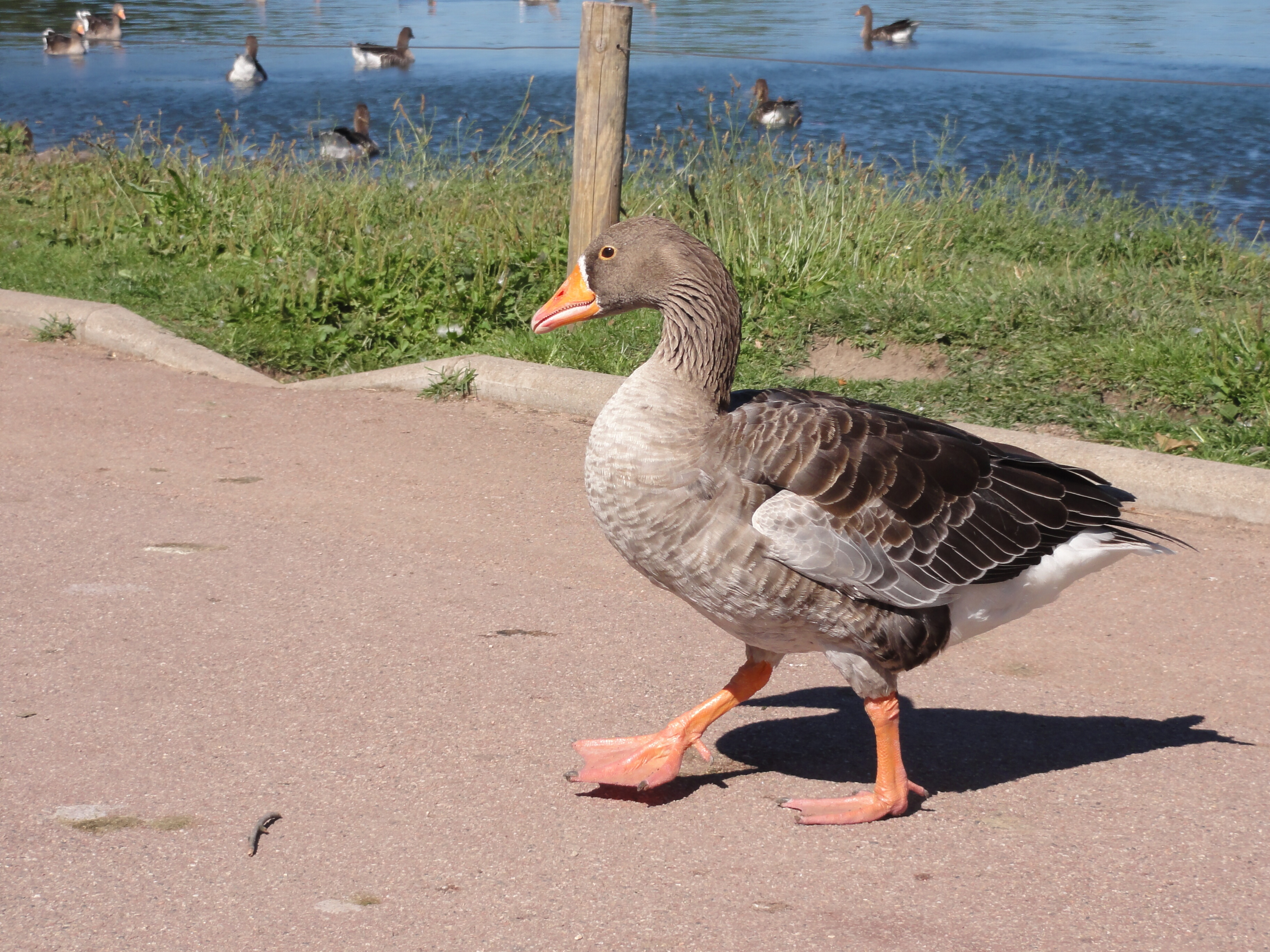
Une Oie cendrée au Parc de la Tête d'Or de Lyon.
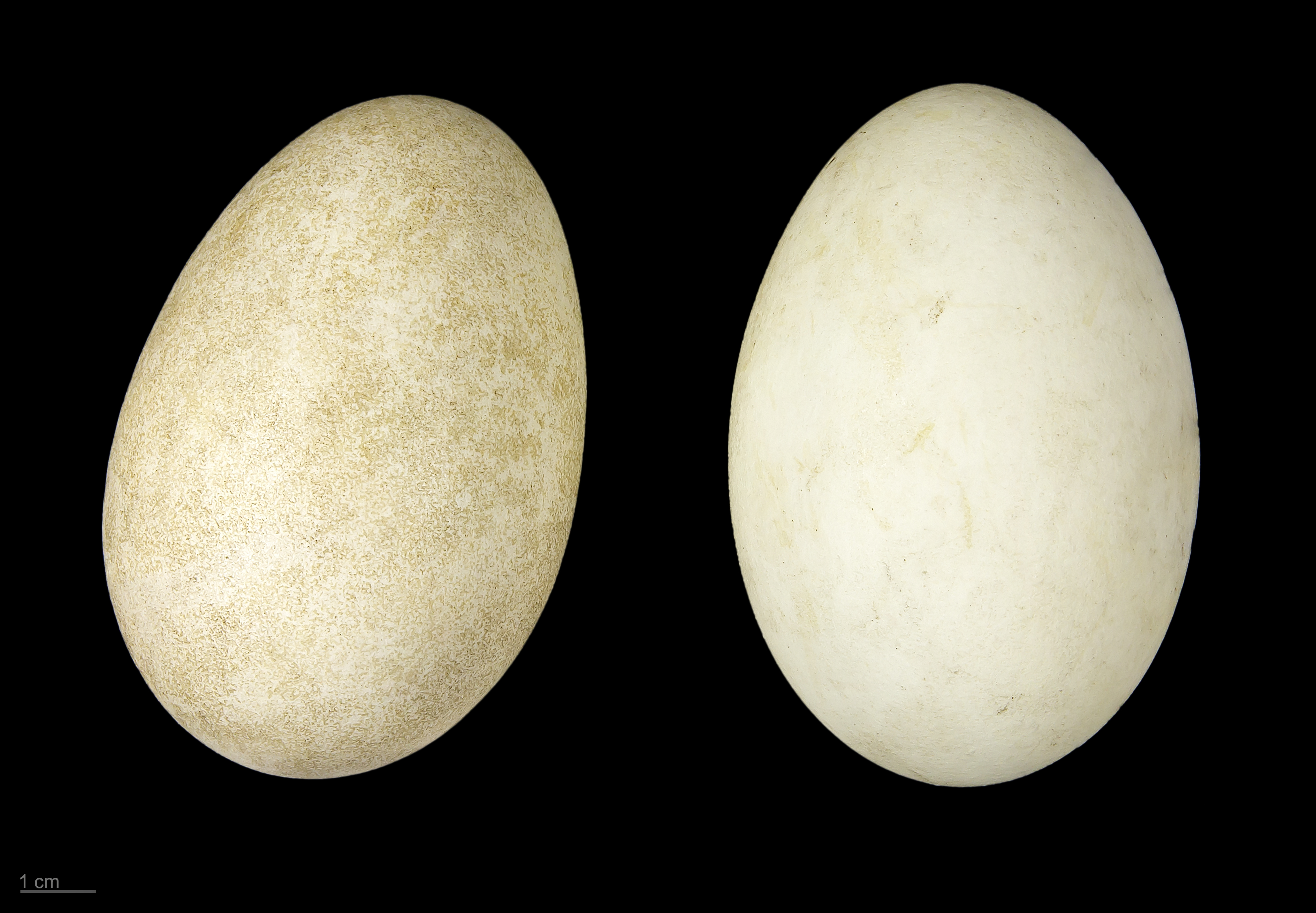
Anser anser - MHNT.
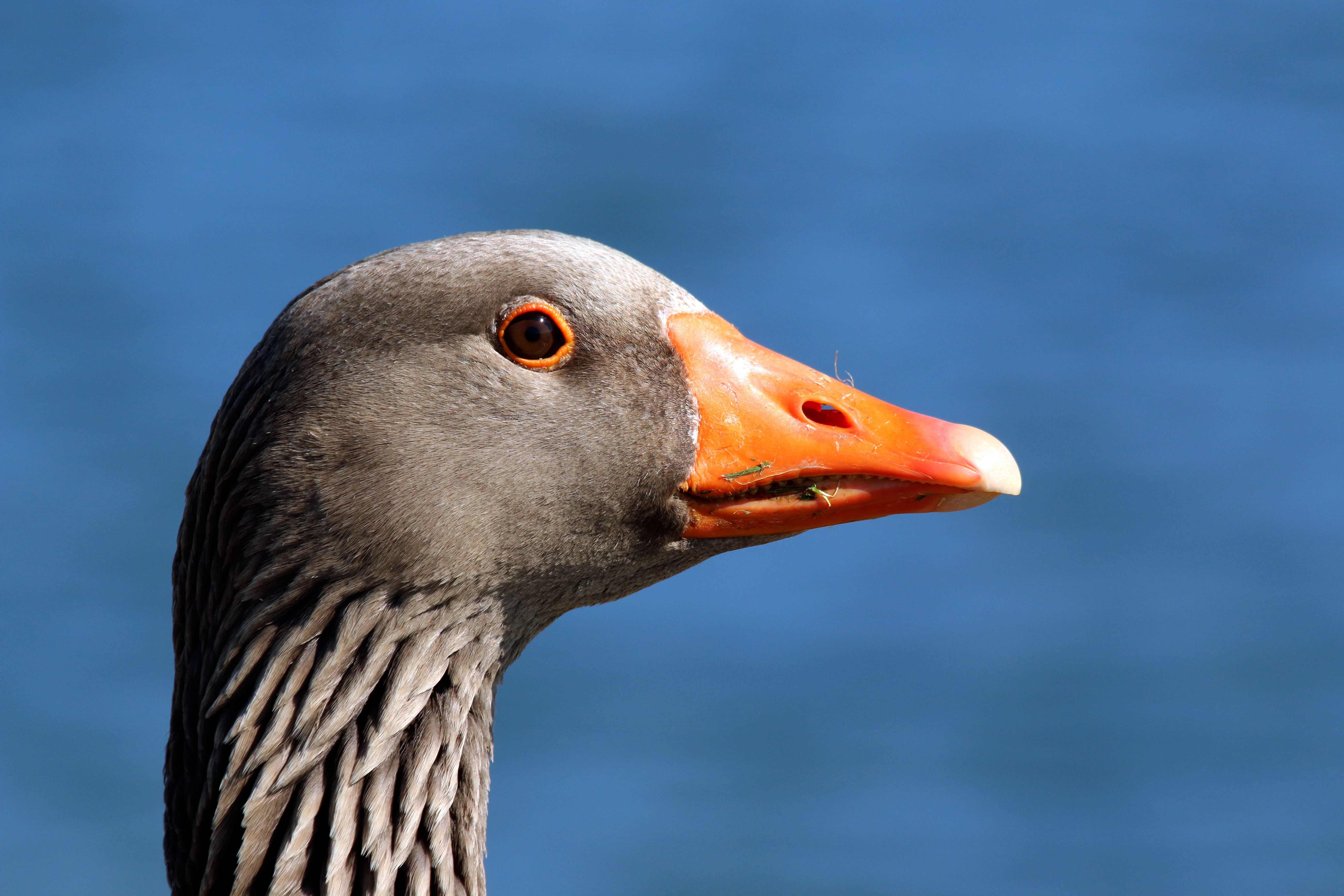
Autre détail de la tête.
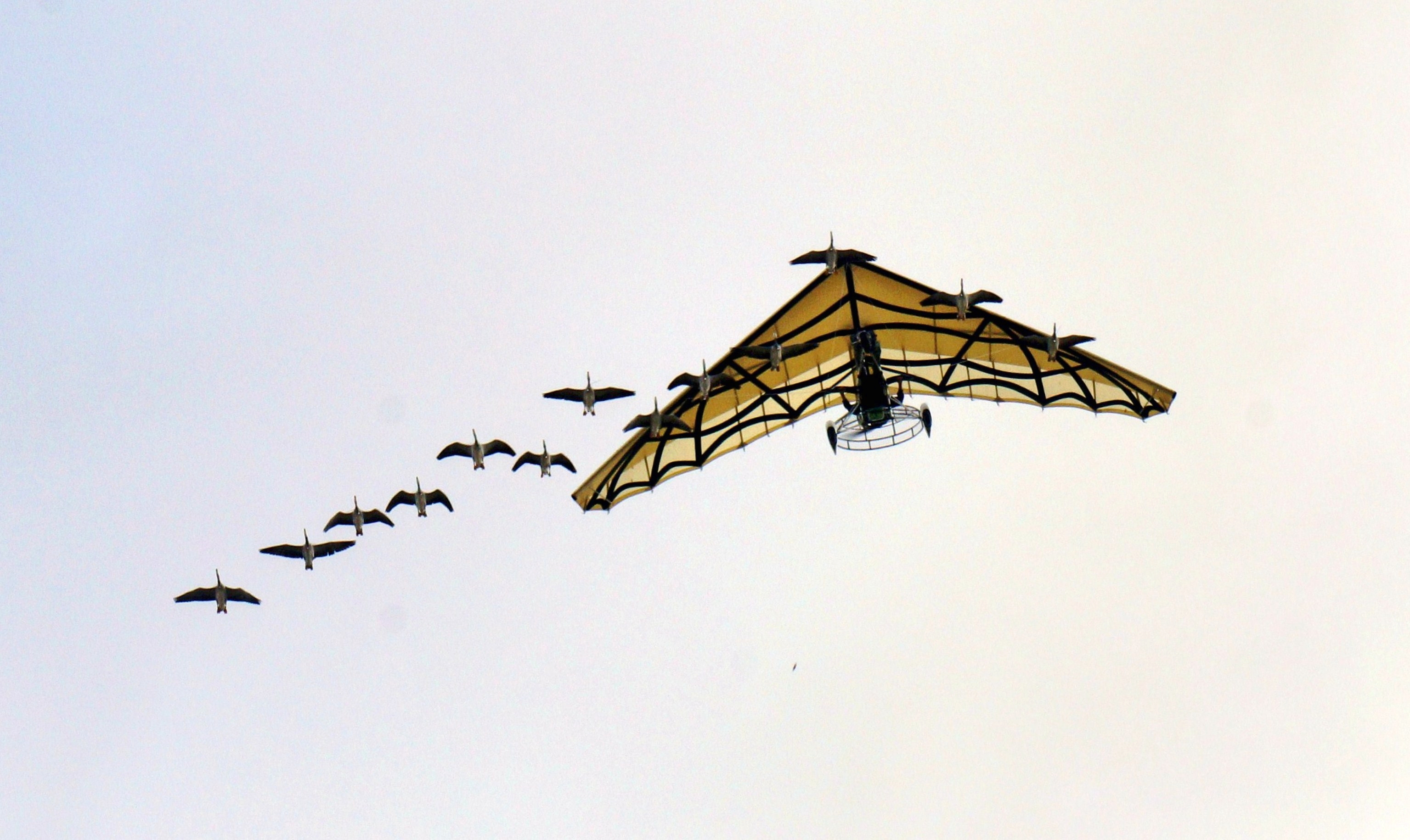
Oies en vol groupé accompagnant un ULM pendulaire au Puy du Fou